# 2386 Ніконов
2386 Никонов (2386 Nikonov) — астероїд головного поясу, відкритий 19 вересня 1974 року.
Тіссеранів параметр щодо Юпітера — 3,283.
Названий на честь радянського астронома Володимира Ніконова.